# Up in the Sky Tour
Il Up in the Sky Tour è il primo tour della folk e indie rock band dei 77 Bombay Street in supporto al album omonimo che è iniziato il 17 febbraio 2011 a Lucerna in Svizzera e si è concluso il 23 settembre 2012 a Friburgo in Brisgovia in Germania.

## Date[1]
| Data              | Città                 | Paese         | Luogo o evento               |
| ----------------- | --------------------- | ------------- | ---------------------------- |
| 17 febbraio 2011  | Lucerna               | Svizzera      | Stadtkeller                  |
| 18 febbraio 2011  | Coira                 | Svizzera      | Selig                        |
| 19 febbraio 2011  | Berna                 | Svizzera      | Musigbistrot                 |
| 17 marzo 2011     | Baden                 | Svizzera      | Nordportal                   |
| 1º aprile 2011    | Basilea               | Svizzera      | Bscene                       |
| 2 aprile 2011     | Château-d'Œx          | Svizzera      | Party Time festival          |
| 8 aprile 2011     | Mels                  | Svizzera      | Altes Kino                   |
| 14 aprile 2011    | Berna                 | Svizzera      | Bierhübeli                   |
| 15 aprile 2011    | Zermatt               | Svizzera      | Zermatt Unplugged            |
| 16 aprile 2011    | Zermatt               | Svizzera      | Zermatt Unplugged            |
| 22 aprile 2011    | Liverpool             | Regno Unito   | Badformat                    |
| 23 aprile 2011    | Manchester            | Regno Unito   | The Ram and Shackle          |
| 29 aprile 2011    | Liverpool             | Regno Unito   | Zanzibar                     |
| 1º maggio 2011    | Sheringham            | Regno Unito   | Sheringham Social Club       |
| 6 maggio 2011     | Liverpool             | Regno Unito   | Mello Mello                  |
| 8 maggio 2011     | Manchester            | Regno Unito   | Odder Bar                    |
| 14 maggio 2011    | Lenzburg              | Svizzera      | Baronessa                    |
| 18 maggio 2011    | Zurigo                | Svizzera      | Exil                         |
| 19 maggio 2011    | Zurigo                | Svizzera      | Grabenhalle                  |
| 20 maggio 2011    | Hüniken               | Svizzera      | Mühle Hüniken                |
| 29 maggio 2011    | Uster                 | Svizzera      | Kids on Stage                |
| 4 giugno 2011     | Lupfig                | Svizzera      | Argovia Fäscht               |
| 18 giugno 2011    | Oberwil               | Svizzera      | Leimentaler Openair          |
| 25 giugno 2011    | Mels                  | Svizzera      | Grümpi                       |
| 25 giugno 2011    | Lucerna               | Svizzera      | Luzerner Fest                |
| 1º luglio 2011    | Zurigo                | Svizzera      | Openair Sihlcity             |
| 1º luglio 2011    | Eschenbach            | Svizzera      | Kieswerk Spektakel           |
| 2 luglio 2011     | Bienne                | Svizzera      | Braderie                     |
| 10 luglio 2011    | Huttwil               | Svizzera      | Open Sky Festival            |
| 15 luglio 2011    | Berna                 | Svizzera      | Gurtenfestival               |
| 16 luglio 2011    | Montreux              | Svizzera      | Montreux Jazz Festival       |
| 23 luglio 2011    | Degen                 | Svizzera      | Open Air Lumezia             |
| 30 luglio 2011    | Schmerikon            | Svizzera      | Rockfest                     |
| 5 agosto 2011     | Vaduz                 | Liechtenstein | Kultur im Hof                |
| 6 agosto 2011     | Yvonand               | Svizzera      | Maug'estival                 |
| 11 agosto 2011    | Vevey                 | Svizzera      | Beach Volley Championship    |
| 12 agosto 2011    | Zofingen              | Svizzera      | Heitere Open Air             |
| 13 agosto 2011    | Thun                  | Svizzera      | Thunfest                     |
| 18 agosto 2011    | Gampel                | Svizzera      | Gampel Open Air              |
| 19 agosto 2011    | Widnau                | Svizzera      | 100 Jahre KTV Widnau         |
| 20 agosto 2011    | Winterthur            | Svizzera      | Musikfestwochen              |
| 26 agosto 2011    | Wettingen             | Svizzera      | SONAFE                       |
| 2 settembre 2011  | Gossau                | Svizzera      | BBC Open                     |
| 17 settembre 2011 | San Gallo             | Svizzera      | Kantonsschulpark Burggraben  |
| 1º ottobre 2011   | Aardorf               | Svizzera      | Kultur und Gemeindezentrum   |
| 6 ottobre 2011    | Losanna               | Svizzera      | Bleu Lezard                  |
| 7 ottobre 2011    | Coira                 | Svizzera      | Marsöl                       |
| 8 ottobre 2011    | Berna                 | Svizzera      | Bierhübeli                   |
| 14 ottobre 2011   | Basilea               | Svizzera      | Kaserne                      |
| 15 ottobre 2011   | Ilanz                 | Svizzera      | Cinema Sil Plaz              |
| 22 ottobre 2011   | Aarau                 | Svizzera      | Kiff                         |
| 27 ottobre 2011   | Berna                 | Svizzera      | Härterei                     |
| 28 ottobre 2011   | Lucerna               | Svizzera      | Schüür                       |
| 4 novembre 2011   | Soletta               | Svizzera      | Kofmehl                      |
| 17 dicembre 2011  | Chiasso               | Svizzera      | Esperance in musica          |
| 28 dicembre 2011  | Zermatt               | Svizzera      | Vernissage                   |
| 29 dicembre 2011  | Berna                 | Svizzera      | Bierhübeli                   |
| 30 dicembre 2011  | Sciaffusa             | Svizzera      | Kammgarn                     |
| 31 dicembre 2011  | Vaduz                 | Liechtenstein | Silvester Party              |
| 1º gennaio 2012   | Interlaken            | Svizzera      | Touch the Mountains          |
| 5 gennaio 2012    | Zurigo                | Svizzera      | Härterei                     |
| 6 gennaio 2012    | Zugo                  | Svizzera      | Chollerhalle                 |
| 7 gennaio 2012    | Pratteln              | Svizzera      | Z7                           |
| 27 gennaio 2012   | Losanna               | Svizzera      | Les Docks                    |
| 28 febbraio 2012  | Berlino               | Germania      | Privatclub                   |
| 1º marzo 2012     | Milano                | Italia        | Tunnel Club                  |
| 21 marzo 2012     | Amsterdam             | Paesi Bassi   | Bitterzoet                   |
| 19 aprile 2012    | Parigi                | Francia       | Les Trois Baudets            |
| 27 aprile 2012    | Parigi                | Francia       | Printemps de Bourges         |
| 21 giugno 2012    | Parigi                | Francia       | Fete de la Musique           |
| 5 luglio 2012     | Cluses                | Francia       | Musiques en Stock            |
| 22 luglio 2012    | Nyon                  | Svizzera      | Paléo Festival Nyon          |
| 26 luglio 2012    | Karlsruhe             | Germania      | Zeltival                     |
| 27 luglio 2012    | Hanau                 | Germania      | Amphitheater                 |
| 2 agosto 2012     | Stoccarda             | Germania      | Freilichtbühne Killesberg    |
| 1º settembre 2012 | Bergamo               | Italia        | Beer Festival                |
| 14 settembre 2012 | Auberive              | Francia       | Festival la poule des champs |
| 16 settembre 2012 | Monaco di Baviera     | Germania      | Ampere                       |
| 18 settembre 2012 | Friedrichshafen       | Germania      | Bahnhof Fischbach            |
| 19 settembre 2012 | Costanza              | Germania      | Blechnerei                   |
| 21 settembre 2012 | Schupfart             | Svizzera      | Schupfart Festival           |
| 22 settembre 2012 | Amburgo               | Germania      | Reeperbahnfestival           |
| 23 settembre 2012 | Friburgo in Brisgovia | Germania      | Waldsee                      |

## Scaletta ufficiale
1. It's Now
2. Number 2
3. In the War
4. Planet Earth
5. 47 Millionaires
6. I Love Lady Gaga
7. Forgotten Your Name
8. Miss You Girl
9. Oko Town
10. Barbara May
11. Drum Solo
12. Hero
13. Clown
14. Long Way
15. Up in the Sky
16. Get Away

Encore:
1. Waiting for Tomorrow